# Nummer der Versandeinheit

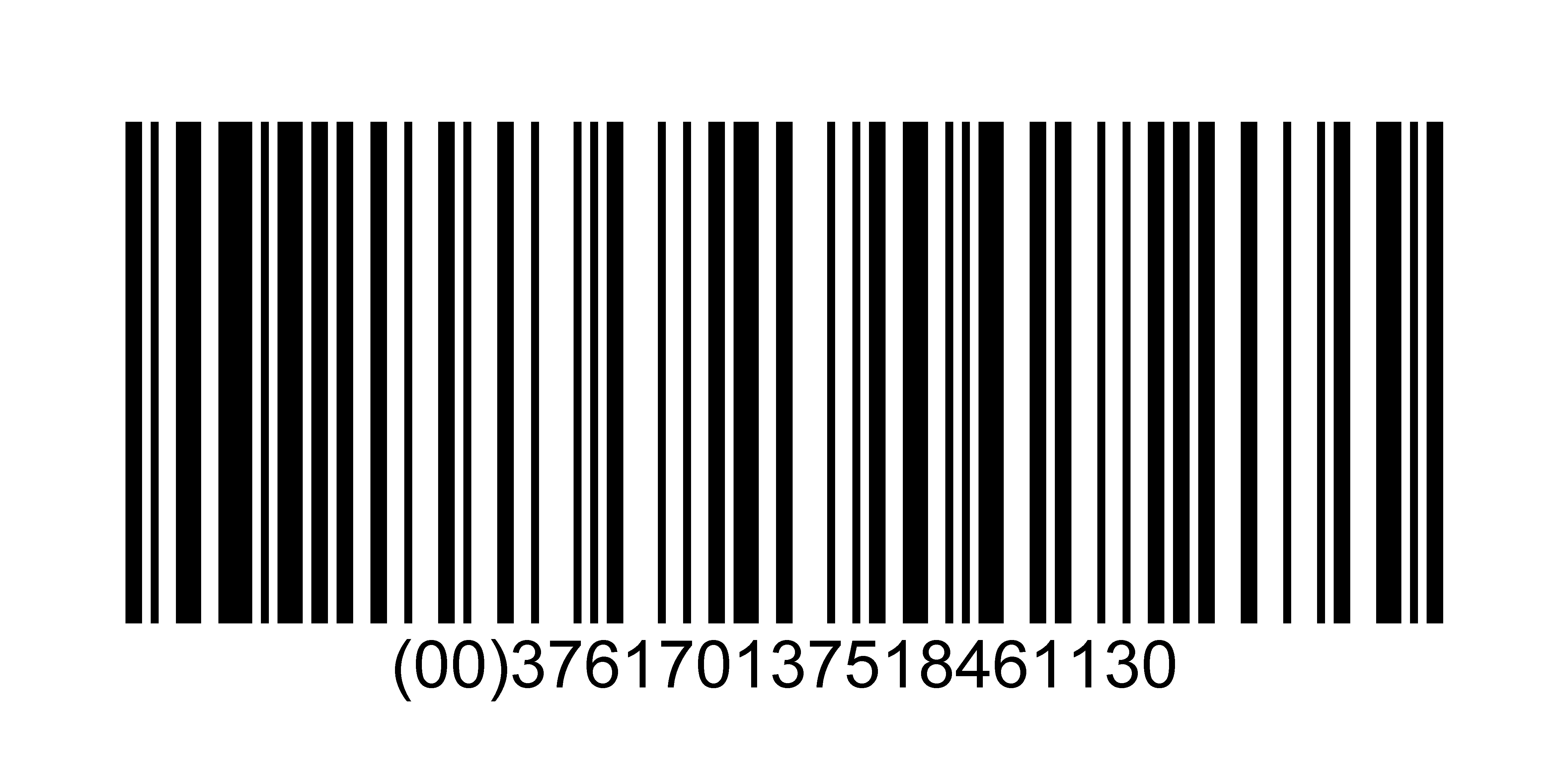
SSCC / NVE (18-stellig)
dargestellt als GS1-128-Strichcode
mit vorangestelltem Datenbezeichner 00

Die Nummer der Versandeinheit (NVE) bzw. der Serial Shipping Container Code (SSCC) ist eine weltweit eindeutige 18-stellige Nummer zur Identifizierung einer Versandeinheit, die aus beliebigen Zusammenstellungen von Handelseinheiten zum Zwecke der Lagerung und/oder des Transportes bestehen (z. B. Palette, Container, Karton).
Der Begriff Nummer der Versandeinheit (NVE) ist nur in Deutschland üblich. Im internationalen Umfeld wird lediglich der Originalbegriff Serial Shipping Container Code verwendet.

## Zweck/Ziel
- Der SSCC ist ein wichtiger Schlüssel zur Rückverfolgbarkeit, da er jede individuelle Transporteinheit und deren Inhalt eindeutig identifiziert.
- Der SSCC ermöglicht es Unternehmen, jede Transporteinheit nachzuverfolgen, um ein effizientes Bestell- und Transportwesen zu gewährleisten.
- Der SSCC kann in einem GS1-Datenträger (GS1-128, GS1-QR-Code, GS1-DataMatrix oder RFID/EPC Tag) codiert werden, damit die Transporteinheit korrekt und einfach aufzufinden ist, wenn sie weltweit zwischen den Handelspartnern transportiert wird.
- Werden SSCC Daten elektronisch via EDI oder EPCIS kommuniziert, ermöglichen diese den Austausch von Informationen zwischen Unternehmen über den Status von Transporteinheiten während des Transportes, sowie die Verknüpfung mit relevanten Transportinformationen, wie Lieferangaben.

Der SSCC ist kompatibel mit dem Standard ISO/IEC 15459 – Teil 1: Eindeutige Identifikation von Transporteinheiten. Dieser Standard wird oft auch als „Licence Plate“ bezeichnet und ist Voraussetzung für Sendungsverfolgung und Rückverfolgbarkeit von Transporteinheiten in internationalen Lieferketten.

## Aufbau und Bestandteile
Zur Generierung eines SSCC ist eine GS1-Basisnummer erforderlich, die den Ersteller des SSCC (z. B. Lieferant, Logistikdienstleister, etwa ein Spediteur) referenziert, welcher die Transporteinheit zusammengestellt hat. Diese GS1-Basisnummer wird von einer GS1-Mitgliedsorganisation vergeben und sorgt dafür, dass der gesamte 18-stellige SSCC weltweit eindeutig ist. Der SSCC setzt sich wie folgt zusammen:
- die erste Stelle des SSCC ist eine Erweiterungsziffer, welche vom Ersteller des SSCC frei zwischen 0 und 9 gewählt werden kann.
- darauf folgt die GS1-Basisnummer des erstellenden Unternehmens. Die Länge der GS1-Basisnummer variiert und wird von den GS1-Mitgliedsorganisationen festgelegt.
- anschließend folgt eine vom Ersteller des SSCC vergebene Ziffernfolge. Es empfiehlt sich, diese seriell zu vergeben, um die gesamte Nummernkapazität ausschöpfen zu können.
- die letzte Stelle des SSCC ist die Prüfziffer, welche bei Eingabe des SSCC diesen auf Plausibilität prüft, um Eingabefehler zu erkennen. Um sie zu berechnen, muss man die einzelnen Ziffern von rechts nach links, abwechselnd mit 3 bzw. 1 multiplizieren und daraus eine Summe bilden, wobei mit dem Multiplikator 3 begonnen wird. Die Differenz zwischen der ermittelten Produktsumme und dem nächsthöheren Vielfachen von 10 ergibt die Prüfziffer. Sollte die ermittelte Produktsumme selbst ein Vielfaches von 10 ergeben, wird als Prüfziffer 0 verwendet.[3][4]